# 小行星5375
小行星5375（英語：5375 Siedentopf）是一颗围绕太阳公转的小行星。1989年1月11日，佛蒙特·伯根在陶腾堡发现了此天体。
这颗小行星的绝对星等为241.22120010等。